# Lutherkirche (Altenkessel)

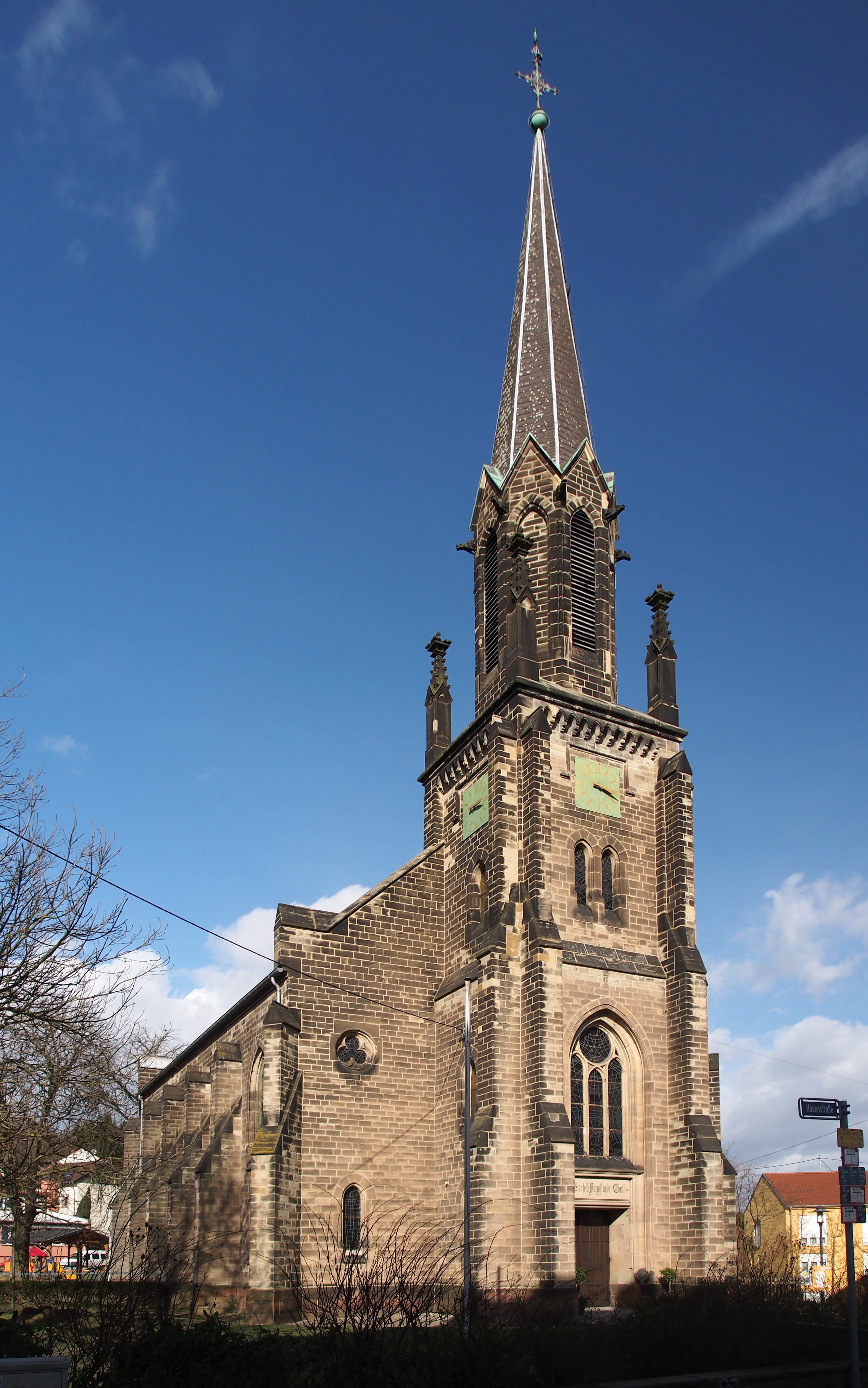
Die Lutherkirche in Altenkessel

Die Lutherkirche im Saarbrücker Ortsteil Altenkessel ist eine evangelische Kirche. Sie steht unter Denkmalschutz. Die Kirchengemeinde gehört zum Kirchenkreis Saar-West der Evangelischen Kirche im Rheinland.

## Geschichte
Die evangelische Kirchengemeinden von Altenkessel, Gerhardgrube, Großwald, Luisenthaler Glashütte, Neudorf und Rockershausen wurden 1865 zum Pfarrvikariat Luisenthal-Rockershausen zusammengefasst, da die Orte durch die Industrialisierung stark angewachsen waren. Im Jahr 1884 kamen die evangelischen Gläubigen von Viktoriaschacht, Schlehbach und Ritterstraße hinzu. 1875 wurde Altenkessel unter dem Namen „Evangelische Kirchengemeinde Neudorf“ eigenständig und führte ab 1956 den Namen „Evangelische Kirchengemeinde Altenkessel“.
Schon bei der Gründung der eigenständigen Kirchengemeinde im Jahr 1875 wurde der Wunsch nach einer eigenen Kirche laut und noch im selben Jahr erwarb man ein Grundstück vom Knappschaftsverein Saarbrücken. Anfang der 1880er-Jahre wurde das Projekt aktuell und man beauftragte den Saarlouiser Kommunalbaumeister Carl Friedrich Müller mit ersten Skizzen. 1884 intensivierte man die Bemühungen und begann mit der Sammlung von Spenden. Müller legte schließlich 1885 die Baupläne vor und veranschlagte die Kosten mit 68.000 bis 70.000 Mark.
Am 1. März 1886 erfolgte der erste Spatenstich und am 24. Juni desselben Jahres wurde der Grundstein gelegt. Am 1. November 1887 beendete der Bauunternehmer Richard Schmitt aus Obervölklingen die Bauarbeiten termingerecht. Auch die Kosten wurden eingehalten: Für den Bau mussten 61.454 Mark gezahlt werden, die Inneneinrichtung kostete 11.174 Mark. Die Weihe erfolgte am 1. November 1887.
1963 musste die Kirche umfassend renoviert werden. Dabei wurden unter Leitung des Architekten Latherauch die Gauben auf dem Dach entfernt. 1995 wurde die Kirche erneut renoviert. 2003 wurde das Gotteshaus aufgrund von Bergschäden restauriert. Dabei wurde auch der Altarraum umgebaut und die Innenausstattung modernisiert. Verantwortlich dafür waren die Architekten Oliver Brünjes, Vera Burbach-Brünjes, Kristina Langenfeld und Alexander Schwab.

## Architektur
Die neugotische Hallenkirche ohne Querhaus wurde in Nord-Süd-Richtung gebaut. Im Süden ist dem Landhaus ein schlanker Turm vorgesetzt worden, der das Hauptportal aufnimmt. Dem quadratische Turm wurde im dritten Geschoss ein Oktogon mit Spitzhelm aufgesetzt. Im Norden wurde an das ein eingezogener Chor mit dreiseitigem Schluss angesetzt. Der Chorbogen ist als Spitzbogen ausgeführt. Im westlichen Winkel von Chor und Langhaus sitzt eine kleine Sakristei. Das Langhaus wird bestimmt von einer hohen Halle, die sich in ein Mittelschiff und zwei gleich hohe Seitenschiffe gliedert. Rundsäulen mit Kompositkapitellen tragen die Joche mit den Kreuzrippengewölben.
Die Fensterachsen des Langhauses sind zweigeteilt. Im unteren Teil sitzen kleine Segmentbogenfenster. Darüber sind Fenster mit Spitzbogen und Maßwerk angebracht worden. Die drei Fenster im Chorraum stammen aus dem Jahr 1955 und wurden von dem Saarbrücker Architekten und Glasmaler György Lehoczky geschaffen. Sie stellen den ungläubigen Thomas, den auferstandenen Christus und die Emmaus-Jünger dar.

## Orgel
Die Orgel wurde 1980 von dem Kölner Orgelbauer Willi Peter geschaffen und 1987 erweitert. Spiel- und Registertraktur sind mechanisch.
| I Hauptwerk C–g3 |                 |       |
| 1.               | Prinzipal       | 8′    |
| 2.               | Rohrflöte       | 8′    |
| 3.               | Octave          | 4′    |
| 4.               | Schweizerpfeife | 2′    |
| 5.               | Sesquialtera II | 2 ⁄3′ |
| 6.               | Mixtur IV       | 1′    |
|                  | Tremulant       |       |

| II Schwellwerk C–g3 |                 |       |
| 7.                  | Gedeckt         | 8′    |
| 8.                  | Englische Gambe | 8′    |
| 9.                  | Koppelflöte     | 4′    |
| 10.                 | Prinzipal       | 2′    |
| 11.                 | Quinte          | 1 ⁄3′ |
| 12.                 | Scharff III–IV  | 1′    |
| 13.                 | Schalmei        | 8′    |
|                     | Tremulant       |       |

| Pedal C-f1 |             |     |
| 14.        | Subbaß      | 16′ |
| 15.        | Offenflöte  | 8′  |
| 16.        | Choralflöte | 4′  |
| 17.        | Fagott      | 16′ |

- Koppeln: II/I, I/P, II/P

## Glocken
Im Jahr 1954 goss die Saarlouiser Glockengießerei in Saarlouis-Fraulautern, die von Karl (III) Otto von der Glockengießerei Otto in Bremen-Hemelingen und dem Saarländer Aloys Riewer 1953 gegründet worden war, für die Ev. Kirche Altenkessel vier Bronzeglocken mit den Schlagtönen: g' – a' – e'' – d''. Die Glocken haben folgende Durchmesser: 1036 mm, 923 mm, 776 mm, 691 mm. Sie wiegen: 720 kg, 500 kg, 300 kg, 210 kg.